# 레우 이타페루나
레오나르두 지 올리베이라 클레멘치(포르투갈어: Leonardo de Oliveira Clemente, 1989년 4월 12일 ~ )는 흔히 레우 이타페루나(Léo Itaperuna)로 불리는 브라질의 축구 선수이다. 포지션은 공격수이다.